# Partito dell'Avanzata Nazionale
Il Partito dell'Avanzata Nazionale (in spagnolo: Partido de Avanzada Nacional - PAN) è un partito politico di orientamento conservatore fondato in Guatemala nel 1989.

## Risultati elettorali

### Elezioni parlamentari
| Elezione | Voti    | %     | Seggi    |
| -------- | ------- | ----- | -------- |
| 1990     | 268.776 | 17,29 | 12 / 116 |
| 1993     | 162.189 | 25,25 | 23 / 80  |
| 1995     | 645.446 | 37,76 | 43 / 80  |
| 1999     | 570.108 | 26,90 | 37 / 113 |
| 2003     | 278.393 | 10,90 | 17 / 158 |
| 2007     | 143.268 | 4,54  | 4 / 158  |
| 2011     | 135.530 | 3,11  | 2 / 158  |
| 2015     | 158.309 | 3,47  | 3 / 158  |
| 2019     | 110.016 | 2,73  | 2 / 160  |
| 2023     |         |       |          |

### Elezioni presidenziali
| Elezione | Candidato                | 1º turno           | 1º turno           | 2º turno           | 2º turno           | Esito                 |
| Elezione | Candidato                | Voti               | %                  | Voti               | %                  | Esito                 |
| -------- | ------------------------ | ------------------ | ------------------ | ------------------ | ------------------ | --------------------- |
| 1990     | Álvaro Arzú              | 268.842            | 17,29              |                    |                    | ❌ Non eletta/o (4º)  |
| 1995     | Álvaro Arzú              | 565.393            | 36,50              | 671.354            | 51,22              | ✔️ Eletta/o           |
| 1999     | Óscar Berger             | 664.417            | 30,32              | 549.936            | 31,69              | ❌ Non eletta/o (2º)  |
| 2003     | Leonel López Rodas       | 224.179            | 8,30               |                    |                    | ❌ Non eletta/o (4º)  |
| 2007     | Óscar Rodolfo Castañeda  | 83.369             | 2,54               |                    |                    | ❌ Non eletta/o (9º)  |
| 2011     | Juan Guillermo Gutiérrez | 123.648            | 2,76               |                    |                    | ❌ Non eletta/o (7º)  |
| 2015     | Juan Guillermo Gutiérrez | 151.655            | 3,10               |                    |                    | ❌ Non eletta/o (10º) |
| 2019     | Roberto Arzú             | 267.256            | 6,08               |                    |                    | ❌ Non eletta/o (5º)  |
| 2023     | Non ha partecipato       | Non ha partecipato | Non ha partecipato | Non ha partecipato | Non ha partecipato | Non ha partecipato    |

## Loghi

2011
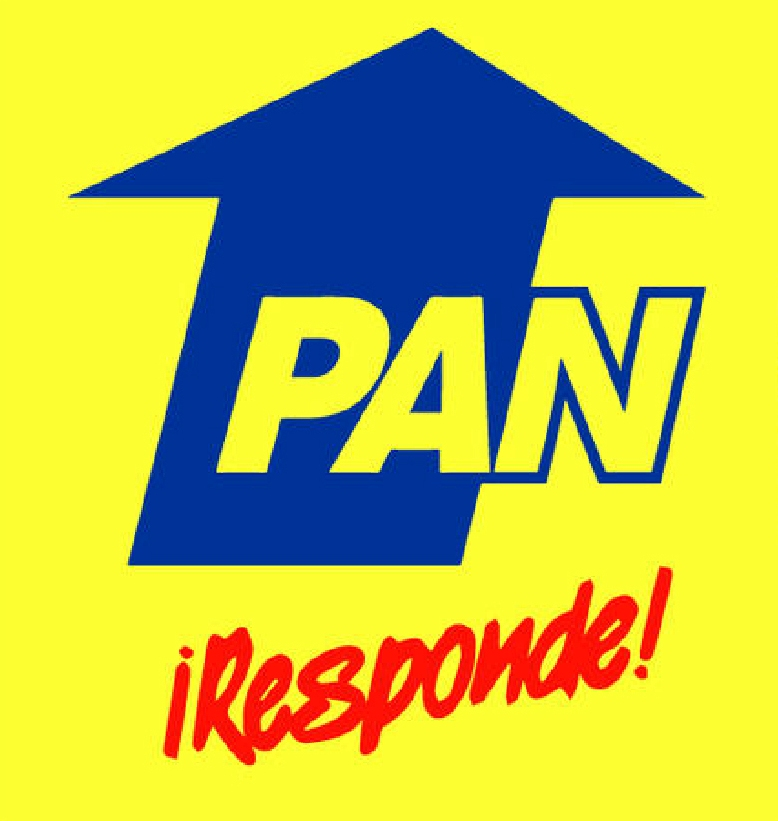
2019